# Shelly-Ann Fraserová-Pryceová
Shelly-Ann Fraserová-Pryceová (nepřechýleně Fraser-Pryce, rozená Fraserová, * 27. prosince 1986, Kingston) je jamajská sprinterka, několikanásobná olympijská vítězka a mistryně světa.

## Sportovní kariéra
Lehké atletice se věnuje od roku 2003. V roce 2008 svoji výkonnost výrazně zlepšila a na letních olympijských hrách 2008 v Pekingu patřila ke kandidátkám na medaili. 17. srpna 2008 pak ve finále běhu na 100 metrů získala zlato, když trať zaběhla v čase 10,78. Na stupně vítězů se dostaly i další Jamajčanky Sherone Simpsonová a Kerron Stewartová. Obě proběhly cílem v čase 10,98 a podělily se o stříbro.
V roce 2009 se na světovém šampionátu v Berlíně stala mistryní světa v běhu na 100 metrů. Společně se Simone Faceyovou, Aleen Baileyovou a Kerron Stewartovou pak vybojovala také zlaté medaile ve štafetě na 4 × 100 metrů.
V květnu roku 2010 měla na Diamantové lize v Šanghaji pozitivní dopingový nález na léky, které utišují bolesti. Fraserová společně s trenérem vinu potvrdila s tím, že dostala léky proti bolesti zubů, které ji sužovaly před mítinkem, potrestána byla půlročním zákazem startů.
Na světovém šampionátu v Moskvě v roce 2013 zvítězila v bězích na 100 i 200 metrů. byla také členkou vítězné jamajské štafety na 4 × 100 metrů.
Na Světovém šampionátu v katarském Dauhá zvítězila dne 29. září 2019 ve finále běhu na 100 metrů časem 10,71 sekundy.
Svůj osobní rekord v běhu na 100 metrů výrazně vylepšila v roce 2021, a to nejprve na 10,63 s. a později na 10,60 s., což z ní aktuálně činí třetí nejrychlejší ženu historie. Ve finále stovky na OH v Tokiu skončila druhá, její mezičas na 60 metrů (6,86 s.) byl ale nejrychlejší z celého startovního pole a byl také o 0,06 sekundy rychlejší než hodnota SR v halovém běhu na 60 metrů.
V roce 2012, 2013 a 2015 se stala celkovou vítězkou Diamantové ligy v běhu na 100 m.

## Osobní rekordy
Dráha
- 60 m – 7,11 s – 25. ledna 2014, Kingston
- 100 m – 10,60 s – 26. srpna 2021, Lausanne[7]
- 200 m – 21,79 s – 27. června 2021, National Stadium, Kingston
- 400 m – 54,93 s – 5. března 2011, National Stadium, Kingston

Hala
- 60 m – 6,98 s – 9. března 2014, Sopoty

## Ocenění
V roce 2013 se stala vítězkou ankety Atlet světa. V květnu 2023 získala během pařížského ceremoniálu cenu Laureus, označovanou za sportovního Oscara, pro nejlepší sportovkyni roku 2022.

## Osobní život
V roce 2007 se seznámila s Jasonem Prycem. Vzali se v lednu roku 2011. V srpnu 2017 se jim narodil syn Zyon.